# DSB MX (II)
Die DSB MX (II) sind dieselelektrische Lokomotiven, die Danske Statsbaner (deutsch Dänische Staatsbahnen) zu Beginn der 1960er Jahre beschaffte, um Dampflokomotiven auf Nebenbahnen mit geringer Achslast zu ersetzen.

## Vorgeschichte
Bereits in den späten 1940er Jahren waren die Danske Statsbaner in Kontakt mit dem General-Motors-Konzern (GM). Dort wurde die Staatsbahn auf die seit 1939 gebauten amerikanischen Standardlokomotiven der F-Reihe von Electro-Motive Diesel (EMC), damals eine Tochter von GM, aufmerksam.
Das Konzept von EMC sah vor, mehrere dieser 108 Tonnen schweren Lokomotiven zu einer mehrteiligen Einheit zu kuppeln, um so die für eine bestimmte Traktion benötigte Leistung zu erhalten. Die als A-Units bezeichnete Variante war mit einem kompletten Führerstand an nur einem Ende ausgerüstet. Diese Maschinen waren überwiegend für den Güterzugdienst bestimmt. Eine Personenzugvariante erschien als E-Reihe von EMC schon 1937, die die Achsfolge (A1A)’(A1A)’ aufwies und über zwei Motoren mit insgesamt 2000 PS Leistung, später bis 2400 PS, verfügte. 1941 übernahm General Motors die EMC und Winton Company und brachte beide Firmen als Electro Motive Division (EMD) in den Konzern ein. Gleichzeitig wurde der neue EMD-567-Motor vorgestellt, der fast allen GM-EMD-Loks bis 1965 als Antrieb dienen sollte.
Die Bezeichnung NOHAB AA16 für die europäische Lizenz-Variante erfolgte nach dem Lizenznehmer Nydqvist och Holm AB / NOHAB im schwedischen Trollhättan, der 1949 die Lizenzen zum Bau von EMD-Dieselloks erhielt. Diese dieselelektrische Lok wurde von vielen Bahnverwaltungen in Ost- und Westeuropa in Varianten mit den Achsfolgen Co’Co’ oder (A1A)(A1A) beschafft.
Nydqvist och Holm überarbeitete die Konstruktion, wobei das engere UIC-Umgrenzungsprofil eine wesentliche Rolle spielte. Das Dach musste stärker als bei den Übersee-Lokomotiven zur nunmehr tiefer liegenden Dachseitenkante gekrümmt werden. Dies hatte Auswirkungen auf die Lage der Seitenfenster, die dadurch weiter herunter gezogen wurden. Somit mussten die Außenenden der Führerstands-Frontscheiben etwas mehr nach unten gezogen werden, was ihnen ihr markantes, etwas trapezförmiges Aussehen verlieh. Die typische Vorderschnauze wurde noch stärker als bei den amerikanischen und australischen Modellen geneigt, um die Stoßkräfte der in Europa üblichen Seitenpuffer besser aufnehmen zu können.

## Beschaffung und technische Daten
Zwischen 1960 und 1962 wurden 45 Lokomotiven dieses Typs in zwei Serien beschafft. Sie wurden sowohl für Güter- wie auch für Personenzüge eingesetzt. Mit 16 Tonnen Achslast waren sie freizügig einsetzbar, da verschiedene Nebenbahnen nur für diese geringere Achslast zugelassen waren. Alle MX (II)-Loks hatten die Einrichtung zur Vielfachsteuerung für Mehrfachtraktion bis zu drei Lokomotiven, die nach US-Norm mit 650 Volt Gleichstrom arbeitete. Die MX 1011 bis 1020 erhielten Steuereinrichtungen für den Wendezugeinsatz im Kopenhagener Vorortverkehr.
Wie alle dänischen Loks und Wagen waren die Lokomotiven bis 1972 in einem braunen Farbton gehalten. Danach wechselte die Farbgebung auf einen schwarzen Anstrich mit rot abgesetzten Fahrzeugenden, was sich bis 1982 hinzog.
Die MX (II) hat auf einer Seite ein teilweise vergrößertes Lüftergitter und im Gegensatz zu anderen NOHAB-Loks kein durchgehendes Lüfterband.

## Einsatz und Verbleib
Bei den DSB wurden die Lokomotiven für sämtliche Zugarten verwendet, in ihren letzten Betriebsjahren noch vor leichten und mittelschweren Güterzügen. Seit 1992 wird dieser Lokomotivtyp bei den DSB nicht mehr eingesetzt.
Einige der Maschinen wurden von den DSB ausgemustert und verschrottet oder einer besonderen Verwendung zugeführt:
- 1001: seit 1988 Museumslokomotive der DSB im dänischen Eisenbahnmuseum Odense
- 1002: ausgemustert 1989, verschrottet 1990
- 1011: ausgemustert und verschrottet 1987
- 1020: verschrottet nach Unfall 1989
- 1022: ausgemustert und verschrottet 1990
- 1026: ausgemustert und verschrottet 1987
- 1035: 1996 Denkmallok im Eisenbahnmuseum Struer
- 1037: 1995 Ersatzteilspender für die Museumslokomotive, Rest 1998 verschrottet
- 1039: ausgemustert 1988, verschrottet 1989
- 1044: ausgemustert 1988, Frontteile für OHJ MX 104 verwendet, Rest verschrottet

Alle anderen Lokomotiven wurden teils betriebsfähig, teils als Ersatzteilspender veräußert. Bei den dänischen Privatbahnen ist die Lok im Güterverkehr weiterhin im Einsatz. Seit dem Rückzug von Railion Danmark A/S aus der Fläche sind diese Gesellschaften mit ihrem Lokomotivbestand verstärkt gefragt. Zudem erwarben schwedische Bahnunternehmen gebrauchte Lokomotiven.

### ØSJS MX (Østsjællandske Jernbane Selskab)
- 1003: 1992 als Ersatzteilspender übernommen und anschließend verschrottet
- 1004: 1991 von DSB, nicht in Betrieb genommen, 1991 als Ersatzteilspender an Lollandsbanen
- 1005: 1991 von DSB – MX 42 – 2009 an Regionstog A/S
- 1006: 1992 von DSB – MX 43 – 2007 an CFL cargo Danmark ApS
- 1023: 1989 von DSB – MX 41 – 2007 an CFL cargo Danmark ApS
- 1036: 1990 von DSB als Ersatzteilspender übernommen, 1992 an Lollandsbanen verkauft

### LJ M (Lollandsbanen)
- 1004: 1991 von Østsjællandske Jernbane Selskab übernommen, Ersatzteilspender, LJ M 37 – 2006 an Svensk Tågkraft AB
- 1031: 1988 von DSB – LJ M 34 – 2006 an Svensk Tågkraft AB
- 1033: 1988 von DSB – LJ M 35 – 2006 an Svensk Tågkraft AB
- 1034: 1991 von DSB als Ersatzteilspender, 1994 verschrottet
- 1043: 1991 von DSB – LJ M 36 – 2009 an Regionstog A/S

### SB M (Skagensbanen)
- 1007: 1994 von DSB als Ersatzteilspender
- 1038: 1994 von Odsherred Jernbane – SB M 10 – 2001 an Nordjyske Jernbaner A/S
- 1041: 1993 von DSB – SM M 9 – 2001 an Nordjyske Jernbaner A/S

### OHJ MX (Odsherred Jernbane)
- 1008: 1987 von DSB – OHJ MX 101 – 2003 an Vestsjællands Lokalbaner A/S
- 1009: 1987 von DSB – OHJ MX 102 – 2001 an Nordjyske Jernbaner A/S
- 1010: 1987 von DSB – OHJ MX 103 – 2003 an Vestsjællands Lokalbaner A/S
- 1029: 1988 von DSB – OHJ MX 104 – 2003 an Vestsjællands Lokalbaner A/S
- 1038: 1990 von DSB – nicht umgezeichnet, 1994 an Skagensbanen

### HFHJ MX (Hillerød – Frederiksværk – Hundested Jernbane)
- 1017: 1989 von DSB – HFHJ MX 17 – 2002 an Lokalbanen A/S
- 1018: 1989 von DSB – HFHJ MX 18 – 2002 an Lokalbanen A/S
- 1019: 1989 von DSB – HFHJ MX 19 – 2002 an Lokalbanen A/S
- 1045: 1990 von DSB – HFHJ MX 16 – 2002 an Lokalbanen A/S

### BSX Tåg AB TMX (Schweden)
- 1012: 1994 von DSB – BSX TMX 1012–1997 an BSM Järnväg
- 1024: 1994 von DSB – BSX TMX 1024–1997 an BSM Järnväg
- 1027: 1994 von DSB – BSX TMX 1027–1997 an BSM Järnväg
- 1028: 1995 von DSB – BSX TMX 1028 – Ersatzteilspender
- 1032: 1995 von DSB – BSX TMX 1032–1997 an BSM Järnväg
- 1042: 1994 von DSB – BSX TMX 1042–1997 an BSM Järnväg

### IBAB TMX (Inlandsbanan AB, Schweden)
- 1013: 1994 von DSB – IBAB TMX 1013 – EVN: 9274 0001 013-2
- 1014: 1994 von DSB – IBAB TMX 1014 – EVN: 9274 0001 014-0
- 1015: 1994 von DSB – IBAB TMX 1015–2003 an Bantåg Nordic AB
- 1016: 1994 von DSB – IBAB TMX 1016 – EVN: 9274 0001 016-5
- 1021: 2008 von Tågab – Tågab TMX 104 – IBAB TMX 104 – EVN: 9274 0001 104-9

### Tågab TMX (Tågåkeriet i Bergslagen AB)
- 1021: 1995 von DSB – Tågab TMX 104 – 2008 an IBAB

### VLTJ MX (Vemb – Lemvig – Thyborøn Jernbane)
- 1025: 1993 von DSB – VLTJ MX 26 (Tørfisken) – 2008 an Midtjyske Jernbaner

### DJ MX (Dansk Jernbane ApS)
- 1029: 2005 von VL – VL MX 104 – DJ MX 1029–2007 an CFL cargo Danmark ApS
- 1030: 2002 von DSB an Michael Frick, 2006 an DJ – DJ MX 1030–2008 an BLDX A/S

### Bantåg TMX (Bantåg Nordic AB)
- 1015: 2003 von IBAB – IBAB TMX 1015 – Bantåg TMX 1015–2008 an Railcare Tåg AB
- 1040: 2006 von DSB – Bantåg TMX 1040–2008 an Railcare Tåg AB

### CFL MX (CFL cargo Danmark ApS)
- 1006: 2007 von ØSJS – MX 43 – CFL MX 1006–2010 an Contec Rail ApS
- 1008: 2007 von VL – VL MX 101 – CFL MX 1008–2007 an Contec Rail ApS
- 1009: 2008 von NJ – NJ M 11 – CFL MX 1009–2008 an Contec Rail ApS
- 1023: 2007 von ØSJS – MX 41 – CFL MX 1023
- 1029: 2007 von DJ – DJ MX 1029 – CFL MX 1029

### RTOG MX (Regionstog A/S)
- 1005: 2009 von ØSJS – MX 42 – RTOG MX 1005

### STAB TMX (Svensk Tågkraft AB)
- 1004: 2006 von Lollandsbanen – LJ M 37 – STAB TMX 1004
- 1009: 2012 von Contec – Contec MX 1009 – STAB TMX 1009
- 1012: 200x von BK – BK TMX 1012 – STAB TMX 1012
- 1031: 2006 von Lollandsbanen – LJ M 34 – STAB TMX 1031
- 1033: 2006 von Lollandsbanen – LJ M 35 – STAB TMX 1033
- 1038: 2012 von Contec – Contec MX 1038 – STAB TMX 1038
- 1041: 2012 von Contec – Contec MX 1041 – STAB TMX 1041
- 1042: 2008 von STT – STT TMX 1042 – STAB TMX 1042

### VL MX (Vestsjællands Lokalbaner A/S)
- 1008: 2003 von OHJ – OHJ MX 101 – VL MX 101 – 2007 an CFL cargo Danmark ApS
- 1010: 2003 von OHJ – OHJ MX 103 – VL MX 103 – 2009 an Regionstog A/S
- 1029: 2003 von OHJ – OHJ MX 104 – VL MX 104 – 2005 an Dansk Jernbane ApS

### NJ M (Nordjyske Jernbaner A/S)
- 1009: 2001 von OHJ – OHJ MX 102 – NJ M 11 – 2008 an CFL cargo Danmark ApS
- 1038: 2001 von SB – SB M 10 – NJ M 10 – 2008 an Contec Rail ApS
- 1041: 2001 von SB – SB M 9 – NJ M 9 – 2008 an Contec Rail ApS

### LB MX (Lokalbanen A/S)
- 1017: 2002 von HFHJ – HFHJ MX 17 – LB MX 17 – 2007 an BLDX A/S
- 1018: 2002 von HFHJ – HFHJ MX 18 – LB MX 18 – 2007 an BLDX A/S
- 1019: 2002 von HFHJ – HFHJ MX 19 – LB MX 19 – 2007 an BLDX A/S
- 1045: 2002 von HFHJ – HFHJ MX 16 – LB MX 16 – 2016 an Lokaltog A/S

### BSM TMX (BSM Järnväg)
- 1012: 1997 von BSX – BSX TMX 1012 – BSM TMX 1012–2000 an BK Tåg AB
- 1024: 1997 von BSX – BSX TMX 1024 – BSM TMX 1024–2000 an BK Tåg AB
- 1027: 1997 von BSX – BSX TMX 1027 – BSM TMX 1027–2000 an BK Tåg AB
- 1032: 1997 von BSX – BSX TMX 1032 – BSM TMX 1032
- 1042: 1997 von BSX – BSX TMX 1042 – BSM TMX 1042–2000 an BK Tåg AB

### MjbaD MX (Midtjyske Jernbaner)
- 1025: 2008 von VLTJ – VLTJ MX 26 (Tørfisken) – MjbaD MX 26

### BLDX MX (BLDX A/S)
- 1017: 2007 von LB – LB MX 17 – BLDX MX 1017
- 1018: 2007 von LB – LB MX 18 – BLDX MX 1018
- 1019: 2007 von LB – LB MX 19 – BLDX MX 1019
- 1030: 2008 von DJ – DJ MX 1030 – BLDX MX 1030

### RCT TMX (Railcare Tåg AB)
- 1015: 2008 von Bantåg – Bantåg TMX 1015 – RCT TMX 1015–2012 an Three T AB
- 1040: 2008 von Bantåg – Bantåg TMX 1040 – RCT TMX 1040

### Contec MX (Contec Rail ApS)
- 1006: 2010 von CFL – CFL MX 1006 – Contec MX 1006
- 1008: 2007 von CFL – CFL MX 1008 – Contec MX 1008
- 1009: 2008 von CFL – CFL MX 1009 – Contec MX 1009–2012 an Svensk Tågkraft AB
- 1038: 2008 von NJ – NJ M 10 – Contec MX 1038–2012 an Svensk Tågkraft AB
- 1041: 2008 von NJ – NJ M 9 – Contec MX 1041–2012 an Svensk Tågkraft AB

### BK TMX (BK Tåg AB)
- 1012: 2000 von BSM – BSM TMX 1012 – BK TMX 1012 – 200x an Svensk Tågkraft AB
- 1024: 2000 von BSM – BSM TMX 1024 – BK TMX 1024
- 1027: 2000 von BSM – BSM TMX 1027 – BK TMX 1027
- 1042: 2000 von BSM – BSM TMX 1042 – BK TMX 1042–2006 an Svensk Tågteknik AB

### STT TMX (Svensk Tågteknik AB)
- 1042: 2006 von BK – BK TMX 1042 – STT TMX 1042–2008 an Svensk Tågkraft AB

### TTT TMX (Three T AB)
- 1015: 2012 von RCT – RCT TMX 1015 – TTT TMX 1015